# ミスティックドラグーン
『ミスティックドラグーン』（THE MYSTIC DRAGOONS）は、エクシングから1999年6月17日に発売されたPlayStation用ゲームソフト。キャッチコピーは「この想い、きっとあなたへ…」。
1995年のスーパーファミコン用ゲーム『ヴェルヌワールド』の制作スタッフ（富沢義彦・福田道生、松川健一・デュアルなど）が多数参加しており、キャラクターデザインとパッケージイラストは神村幸子が務めている。

## スタッフ
- 原作・シナリオ：富沢義彦
- キャラクターデザイン：神村幸子
- ワールドコーディネイト、サブキャラクターデザイン：福田道生
- ドラゴンデザイン：松川健一
- プログラム：デュアル

## プロモーション
初回限定版
初回生産の限定版には以下の特典が存在した。
- 神村幸子イラスト集「MYSTIC DRAGOONS ～WORKS～」封入
- 專用パッケージ&カラーピクチャーレーベル採用
- 特製テレホンカードプレゼント（抽選1000名）

## 関連商品
攻略本
- 『ゲームの歩き方 ミスティックドラグーン』徳間書店

サウンドトラック
- 『ミスティックドラグーン ORIGINAL SOUND TRACK』キングレコード、1999年7月23日発売 ABCA-28

原画集
- 『ミスティックドラグーン・マテリアルズ』ケイエスエス、1999年8月10日発売 ISBN 978-4877093709